# Sussudio
Sussudio è un singolo del cantante britannico Phil Collins, estratto dall'album No Jacket Required (1985). È stato il primo singolo dell'album distribuito nel Regno Unito e il secondo negli Stati Uniti, dove fu invece distribuito prima One More Night. Il brano entrò in rotazione frequente su MTV e riuscì a raggiungere il primo posto della Billboard Hot 100 il 6 luglio 1985.

## Composizione
Collins ha ammesso di aver "improvvisato" il testo del brano. Il cantante stava provando con la drum machine e gli vennero dalla bocca i versi "sus-sussudio". «Quindi sapevo che dovevo trovare qualcos'altro per quella parola, allora sono tornato indietro e ho cercato di trovare un'altra parola che suonasse bene come 'sussudio', e non sono riuscito a trovarne una, così sono tornato a 'sussudio'» – ha affermato Collins. Secondo quanto riportato dal cantante, il testo fa riferimento a una cotta adolescenziale provata per una ragazza ai tempi della scuola.

## Video musicale
Il video musicale è stato girato presso un pub di Londra di proprietà di Richard Branson. Il video si apre con una ripresa esterna del pub, per poi spostarsi all'interno dove ci sono Phil Collins e la sua band che eseguono il brano davanti a una folla di persone.

## Nella cultura di massa
Il brano appare in una scena del film American Psycho (2000) dove il protagonista Patrick Bateman, dopo aver mostrato alle sue ospiti una copia dell'album No Jacket Required, la definisce come una "grande grande canzone" e una delle sue preferite di Collins.

## Tracce
- 7"

1. Sussudio
2. I Like the Way

- 12"

1. Sussudio (Extended Mix)
2. Sussudio
3. The Man with the Horn

## Formazione
- Phil Collins – voce, drum machine
- David Frank – tastiera, sintetizzatori
- Daryl Stuermer – chitarra
- The Phenix Horns:
  - Don Myrick – sassofono
  - Louis Satterfield – trombone
  - Michael Harris – tromba
  - Rahmlee Michael Davis – tromba
- Tom Tom 99 – arrangiamento sezione fiati

## Classifiche
| Classifica (1985)                | Posizione massima |
| -------------------------------- | ----------------- |
| Australia                        | 8                 |
| Belgio (Fiandre)                 | 6                 |
| Canada                           | 10                |
| Finlandia                        | 13                |
| Germania                         | 17                |
| Irlanda                          | 14                |
| Italia                           | 11                |
| Norvegia                         | 6                 |
| Nuova Zelanda                    | 27                |
| Paesi Bassi                      | 12                |
| Regno Unito                      | 12                |
| Spagna                           | 8                 |
| Stati Uniti                      | 1                 |
| Stati Uniti (adult contemporary) | 30                |
| Stati Uniti (dance club)         | 4                 |
| Stati Uniti (mainstream rock)    | 10                |
| Stati Uniti (R&B)                | 8                 |
| Svezia                           | 13                |
| Svizzera                         | 9                 |